# 안드로메다자리 프시
안드로메다자리 프시(ψ Andromedae / ψ And)는 안드로메다자리의 이중성이다. 지구에서 1,310 광년 떨어져 있다. 분광 쌍성으로 황색 G형 초거성과 A형 주계열성으로 구성되어 있다. 계의 겉보기 등급은 +4.97 등급이다.

## 참고 자료
- 안드로메다자리 프시의 사진[깨진 링크(과거 내용 찾기)]